# Henri Gicot
Henri Gicot (* 23. Januar 1897 in Le Landeron; † 3. August 1982 in Freiburg) war ein Schweizer Bauingenieur.

## Leben
Henri Gicot wurde am 23. Januar 1897 als Sohn des Stadtingenieurs von La Landeron Maurice Gicot und der Marie-Louise, geborene Favre, in La Landeron geboren. Nach dem Studium des Bauingenieurwesens in den Jahren 1915 bis 1919 an der Eidgenössischen Technischen Hochschule Zürich, war er als Mitarbeiter im Ingenieurbüro Heinrich Eduard Gruner in Basel beschäftigt. Von 1927 bis 1971 leitete er ein eigenes Büro in Freiburg. Daneben fungierte Gicot von 1948 bis 1961 als Initiant und als Präsident des Schweizerischen Nationalkomitees für grosse Talsperren sowie von 1953 bis 1967 als Mitglied des Schweizerischen Schulrats. Ausserdem war Gicot als Experte der Weltbank in Asien und Südamerika tätig.
Henri Gicot, heimatberechtigt in Freiburg und verheiratet mit Geneviève, geborene Genoud, verstarb am 3. August 1982 im Alter von 85 Jahren in Freiburg.

## Wirken

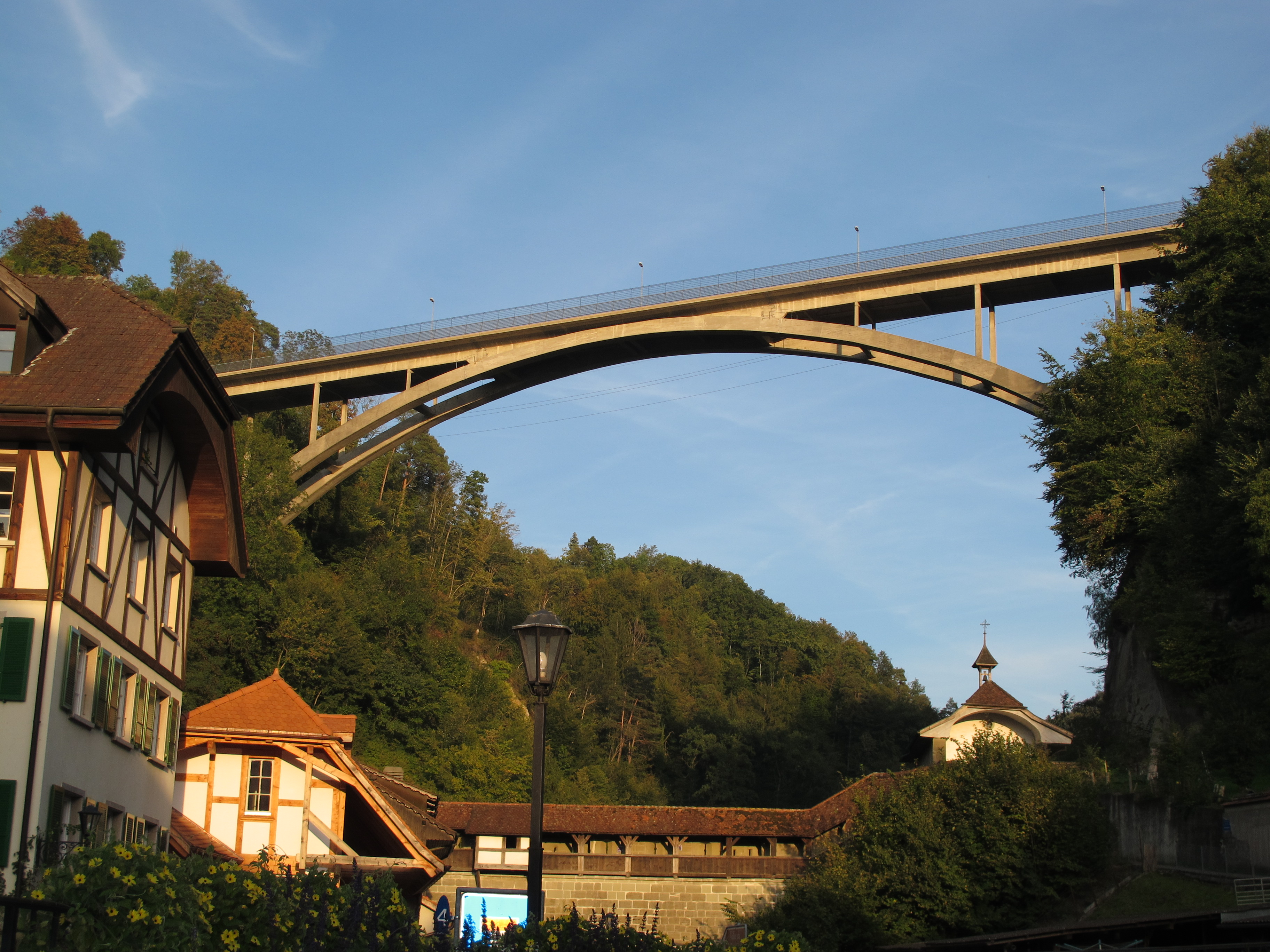
Der Pont du Gottéron (Gottéron-Brücke), 1958–61

Mit der in den Jahren 1944 bis 1948 gebauten Talsperre von Rossens  machte Henri Gicot sich international einen Namen als Fachmann für Staudämme. Auf seinen Plänen basierten ausserdem die Staudämme Montsalvens bei Broc 1919 bis 1921, Gebidem unterhalb des Aletschgletschers 1949 bis 1950, Delcommune in Belgisch Kongo, 1950 bis 1952, Vieux-Emosson 1954 bis 1955, Zeuzier 1955 bis 1957, Schiffenen bei Düdingen 1960 bis 1964, Les Toules am Grossen Sankt Bernhard 1961 bis 1963 und am Hongrin 1964 bis 1968. Zudem konstruierte er die Brücken Javroz bei Charmey 1949 bis 1951 und die Gottéron-Brücke in Freiburg 1958 bis 1960. Daneben war er am Bau der Universität Miséricorde in Freiburg beteiligt.

## Ehrungen
- Ehrendoktorat der Universität Freiburg, 1962;
- Ehrendoktorat der Eidgenössischen Technischen Hochschule Zürich, 1968;